# Carex grossii
Carex grossii är en halvgräsart som beskrevs av Emil Fiek. Carex grossii ingår i släktet starrar, och familjen halvgräs. Inga underarter finns listade i Catalogue of Life.